# 火与冰 (诗歌)
Some say the world will end in fire,

Some say in ice.

From what I've tasted of desire

I hold with those who favor fire.

But if it had to perish twice,

I think I know enough of hate

To say that for destruction ice

Is also great

And would suffice.
有人说世界将毁灭于火，

有人说毁灭于冰。

根据我对于欲望的体验，

我同意毁灭于火的观点。

但如果它必须毁灭两次。

则我想我对于恨有足够的认识

可以说在破坏一方面，冰

也同样伟大，

且能够胜任。
《火与冰》（英語：Fire and Ice）是罗伯特·弗罗斯特最受欢迎的诗歌之一。它于1920年12月在《哈泼斯杂志》上发表并于1923年在他获得普利策奖的新书《新罕布什尔》（New Hampshire）出版。它讨论了世界末日，将欲望的情感与火元素的力量相比，并将冰与仇恨相比。这是弗罗斯特最著名和最广为诵读的诗歌之一。

## 灵感
根据弗罗斯特的一位传记作者，《火与冰》的灵感来自但丁的《神曲》《地狱》篇章32，其中最坏的罪犯、背叛者被淹没，而在火热的地狱，他们的脖子以下都在冰中：“一个被冰封住的湖，/它看起来不像水，但像玻璃一样......我清楚地看到，我看到罪人被保存在冰里。”
1960年，著名天文学家哈罗·沙普利在一次演讲中声称他启发了《火与冰》。沙普利描述了在诗出版前一年他与罗伯特·弗罗斯特的一次对话。弗罗斯特问他世界将如何结束，沙普利回应说，要么太阳爆炸并焚烧地球，要么地球以某种方式摆脱这种命运，最终在深空中慢慢冻结。沙普利将其作为科学影响艺术创作或阐明其含义的例子。

## 风格和结构
它写在一个单个的9行诗节中，后两行大大缩小。这首诗的行距是一个不规则的抑扬格的四聚体和二聚体的混合体，而韵律体系（ABA，ABC，BCB）暗示这脱离了三行体（terza rima）的严格模式。  

## 评论

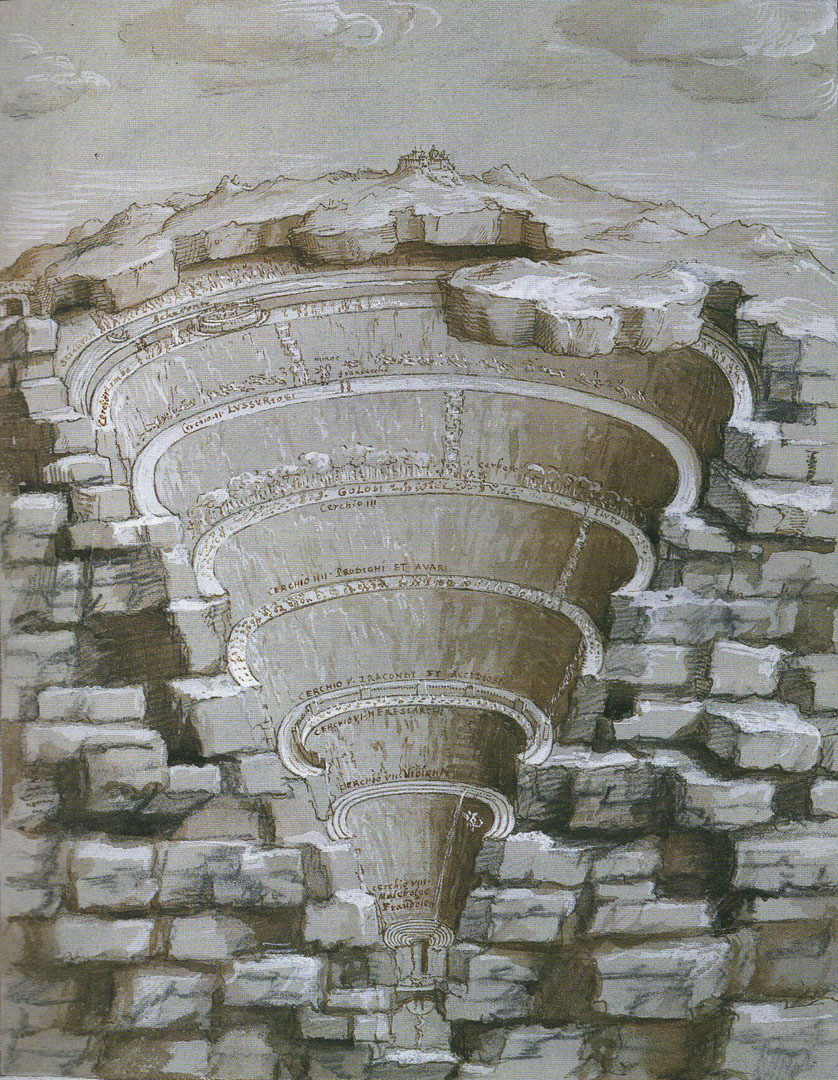
地狱的九环

因其紧凑而令人惊叹，《火与冰》标志着弗罗斯特“一种新的风格、语调、方式和形式”。它轻松的语气掩盖了它给读者带来的严肃问题。

### 但丁的地狱的压缩
1999年，约翰·塞里奥声称这首诗是对但丁《地狱》的压缩。他在这首诗的九行与地狱的九环之间画了一条平行线，并且注意到，就像地狱之环的向下漏斗一样，这首诗在最后两行显著变窄。此外，他评论的ABA-ABC-BCB韵律方案与但丁为地狱发明的那个类似。

## 在流行文化中
幻想作家乔治·R·R·马丁说，他的《冰与火之歌》系列的标题受到这首诗的启发。
这首诗是斯蒂芬妮·梅尔的《暮光之城：月食》的题词。在《暮光之城3：月食》电影的开头，它也被饰演克里斯汀·斯图尔特的角色贝拉·斯旺朗诵过。  
奎恩男爵在AMC的“进入荒芜之地”一集中背诵了这首诗。
在游戏《奇异人生：暴风前夕》，这首诗被引用，并被全篇叙述。在第一章“觉醒”的“磨坊”章中，歌露儿·普莱斯（Chloe Price）如果看篝火，会背诵“有人说世界将毁灭于火”。在第二章“勇敢新世界”的“垃圾场”章中，瑞秋·安布尔（Rachel Amber）将回应歌露儿所做出的特定对话选择，“根据我对于欲望的体验，我同意毁灭于火的观点”。在第三章“地狱已空”中，歌露儿在给马克斯的信中提到了这首诗。  